# Калининский район (Новосибирск)
Кали́нинский райо́н — один из десяти районов города Новосибирска. Самый молодой из районов Новосибирска. Глава администрации Калининского района — Шатула Герман Николаевич. Расположен на правом берегу Оби.

## История

Ледовый дворец спорта «Сибирь»

Калининский район образован из части территории Дзержинского района согласно Указу Президиума Верховного Совета СССР от 20 октября 1980 года, в связи с планировкой строительства крупных жилых массивов в северной части города. В декабре 1997 года в состав района включен рабочий посёлок Пашино, который стал анклавом города в Новосибирском районе. В 2005 году площадь района увеличилась за счёт присоединения к городу посёлка Клюквенный.

## Население
| 1989     | 2002     | 2009     | 2010     | 2012     | 2013     | 2014     |
| -------- | -------- | -------- | -------- | -------- | -------- | -------- |
| 138 072  | ↗173 988 | ↘171 790 | ↗183 029 | ↗186 495 | ↗189 504 | ↗192 350 |
| 2015     | 2016     | 2017     | 2018     | 2021     |          |          |
| ↗194 736 | ↗196 939 | ↗199 414 | ↗200 694 | ↗201 878 |          |          |

Численность населения
2019 – 201 354
2020 – 201 771
Население района 12.33 % процентов общего населения города.

## Административное деление
Неофициально район делится на 9 исторически сложившихся, относительно обособленных территорий (микрорайонов):
1. Микрорайон Красная горка (в границах улиц Танковая, Народная, Б. Хмельницкого, А. Невского, Писемского)
2. Микрорайон Учительско - Менделеевский (в границах 25 лет Октября, Учительская, О.Дундича, Новая Заря);
3. Микрорайон Плехановский (в границах улиц Ипподромская, Кропоткина, Плеханова, Агрономическая);
4. Микрорайон Юбилейный (в границах улиц Карпатская, Курчатова, Тайгинская, 1-я Кайтымовская);
5. Микрорайон Снегири (в границах улиц Красных Зорь, Курчатова, Тайгинская, Иня-Восточная);
6. Микрорайон Родники (в границах улиц Мясниковой, Краузе, Кочубея);
7. Микрорайон Северный (в границах улиц Мясниковой, Объединения, Тагильская);
8. Жилой район Пашино, в том числе по микрорайонам:
а) «Гвардейский» (в границах улиц Солидарности, Амосова);
б) «Пошивочная» (в границах улиц Туруханская, Флотская, Солидарности)
в) «Искра» (в границах улиц Новоуральская, Чекалина, Магистральная)
г) «Флотский» (в границах ул. Флотская)
9. Микрорайон Клюквенный

## Инфраструктура
За годы существования района построены новые большие микрорайоны: «Снегири», «Родники», «Юбилейный», «Плехановский».
К числу важнейших социальных объектов района относятся образовательные организации. На 2020 год в районе 35 муниципальных детских садов и 4 дошкольных отделения на базе школ, 27 общеобразовательных организаций и 5 учреждений дополнительного образования детей и подростков.
В 2020 году в районе открылась новая школа по улице Красный проспект в микрорайоне "Родники", начато строительство школы на 1100 мест по улице Михаила Немыткина. Также район прирастает объектами дошкольного образования. В 2019 году своих воспитанников приняло новое здание детского сада по улице Макаренко, в 2020 продолжается строительство нового корпуса детского сада по улице Краузе.
На 2020 год в районе 70 образовательных организаций, включая негосударственные: Православную гимназию, школы Веритас, детские сады Станислава и Жарки

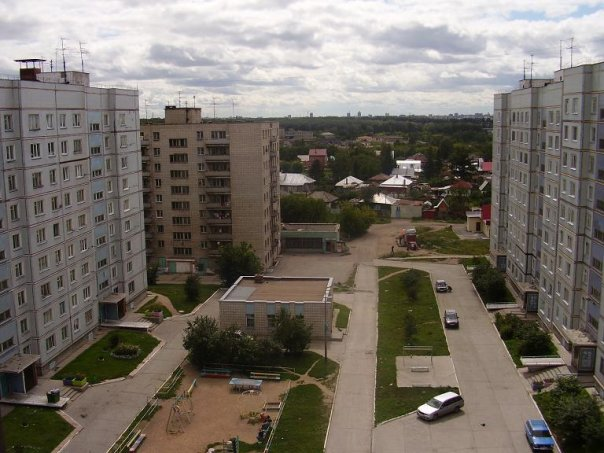
Посёлок Северный

На территории района располагаются 7 средних учебных заведений: политехнический колледж и негосударственные — колледж психологии, бизнес-колледж (численность студентов на начало 2000/2001 учебного года — 1 909 человек), а также 2 профессиональных лицея и 2 профессиональных училища. Высшая школа представлена негосударственным учреждением — Новым Сибирским университетом. Действуют 6 муниципальных подростковых клубов (в них занимаются 4 033 подростка).
Развивается здравоохранение Калининского района: построен корпус в медсанчасти № 25 на 240 мест, 3 поликлиники, женская консультация, новые корпуса больницы № 4 в Пашино, молочная кухня в «Снегирях», профилакторий завода химконцентратов в Сосновом бору, аптеки. В районе 9 лечебно-профилактических учреждений, большая амбулаторно-поликлиническая сеть, муниципальная больница № 25 на 810 коек.
На территории района располагаются концертно-спортивный комплекс «Сибирь», спорткомплекс «Север», бассейн «Нептун», ПКиО «Сосновый бор», ДК им. Горького и другие учреждения досуга. Калининский район имеет своё лицо: монументально-строгие формы архитектурных творений прошлых лет сочетаются с легкими стремительными линиями современными, необыкновенный дизайн улиц, много зелени.
На территории района с начала 1980-х годов действует Совет директоров предприятий района, на котором обсуждаются социально значимые вопросы.  Здесь появился комплексный центр социальной реабилитации несовершеннолетних «Берегиня», детский подростковый центр «Юность», Центр социальных услуг и многое другое. Здесь возрожден районный праздник «Папа, мама, я — спортивная семья».
Общая площадь жилищного фонда — 2861,5 тыс. м², в том числе — муниципальный — 2442,4 тыс. м².

## Предприятия
На территории района по состоянию на 01.07.2020 зарегистрировано 4938 организаций и предприятий различных форм собственности. Наибольший удельный вес составляют предприятия торговли – 36 %, строительства – 11 %, промышленности – 9 %.
На крупных и средних предприятиях Калининского района работает более 28,5 тыс. человек. Средняя заработная плата составляет 48,6 тыс. рублей.
Основу района с первых дней его создания составили промышленные гиганты - Новосибирский завод химконцентратов, Производственное Объединение «Север», Новосибирский механический завод «Искра». Именно эти предприятия не только экономически поддерживали район, но и определяли его социальную инфраструктуру.
Производство тепловыделяющих элементов, оборудования, комплектующих для атомных электростанций, и, кроме того, выпуск оборонной продукции — главная особенность экономики района.
В районе производится почти 10 % товаров и услуг от общегородского объёма. Объём промышленного производства за 2019 год составил более 26 млрд рублей.
Численность работающих на крупных и средних промышленных предприятиях района 8,3 тыс. человек.
Есть примеры значительного увеличения производственных площадей и количества работающих на предприятии. В 2015 году по ул. Тайгинской открылся завод крупнопанельного домостроения группы компаний «Энергомонтаж», выпускающий стеновые панели и плиты перекрытий для строительства современного жилья, в 2018 году предприятием «Элтекс» введен в эксплуатацию второй производственный корпус площадью почти 28 тыс. кв. метров на 650 новых рабочих мест.
На территории района с начала 1980-х годов действует Совет директоров предприятий района, на котором обсуждаются социально значимые вопросы. Благодаря взаимодействию и поддержке предприятий Калининского района обеспечивается проведение огромного числа мероприятий.
С 1989 года активно строительством жилья в Калининском районе занимается компания ОАО «Энергомонтаж».
Общая площадь жилищного фонда на начало 2020 года — 3997,14 тыс. м², в том числе — муниципальный — 188 тыс. м².

## Транспорт
По территории района проходит 18 автобусных маршрутов, 10 маршрутных такси, 3 троллейбусных, 2 трамвайных.
- Автобусные маршруты: 3, 5, 13, 14, 18, 75, 27, 28, 34, 39, 42,44, 46, 64, 97, 106, 119, 189, 205.
- Маршрутное такси: 8, 9, 11, 19, 30, 34, 45, 51, 53, 73.
- Троллейбус: 13, 22, 24.
- Трамвай: 11,14.